# Гастрин
Гастрин — гормон, який секретують G-клітини, розташовані в основному в пілоричному відділі шлунка, а також дельта-клітини підшлункової залози.
Існує три основні природні форми гастрину: «великий гастрин», або гастрин-34 — поліпептид із 34 амінокислот, «малий гастрин», або гастрин-17, що складається з 17 амінокислот, і «мінігастрин», або гастрин-14, що складається з 14 амінокислот. Усі види гастрину гомологічні за хімічною структурою. Активною частиною молекул гастрину, що зв'язується зі специфічними гастриновими рецепторами, є ділянка з 5 амінокислот. Синтетичний аналог природного гастрину — пентагастрин — складається саме з цих 5 амінокислот. Гастрин-34 виробляється в основному підшлунковою залозою, тоді як гастрин-17 і гастрин-14 виробляються в основному в шлунку. Молекули гастрину мають лінійну просторову структуру.

## Фізіологія
Гастрин зв'язується зі специфічними гастриновими рецепторами в шлунку. Рецептори до гастрину є метаботропними, їхні ефекти реалізуються через підвищення активності гормончутливої аденілатциклази. Результатом посилення аденілатціклазної активності в парієтальних клітинах шлунку є збільшення секреції шлункового соку, особливо хлоридної кислоти (HCl).
Гастрин також збільшує секрецію пепсину головними клітинами шлунка, що разом з підвищенням кислотності шлункового соку, забезпечує оптимальний pH для дії пепсину, сприяє оптимальному травленню білків в шлунку.
Одночасно гастрин збільшує секрецію бікарбонатів і слизу в слизовій оболонці шлунка, забезпечуючи цим захист слизової від впливу хлоридної кислоти й пепсину. Гастрин гальмує евакуацію хімусу, що забезпечує достатню для перетравлення тривалість впливу шлункового соку на хімус.
Також гастрин збільшує продукцію простагландину E в слизовій шлунка, що призводить до місцевого розширення судин, посилення кровопостачання й фізіологічною набряку слизової шлунка, до міграції лейкоцитів у слизову. Лейкоцити беруть участь у процесах травлення, секретуючи різні ферменти й здійснюючи фагоцитоз. 
Рецептори до гастрину є також у тонкій кишці й підшлунковій залозі. Гастрин збільшує секрецію секретину, холецистокініну, соматостатину, і ряду інших гормонально активних кишкових і панкреатичних пептидів, а також секрецію кишкових і панкреатичних ферментів. Завдяки чому гастрин створює умови для здійснення наступної, кишкової, фази травлення.

## Регуляція секреції гастрину
Секреція гастрину підвищується у відповідь на холінергічну (блукаючим нервом), і, в меншому ступені, на симпатичну стимуляцію шлунка. Також секреція гастрину підвищується інсуліном, гістаміном, при дії на хеморецептори шлунка олігопептидів і вільних амінокислот — продуктів розщеплення білків, при стимуляції механорецепторів унаслідок розтягнення шлунка. Збільшення секреції гастрину, у відповідь активацію хемо- і механорецепторів; а також у відповідь на симпатичну або холінергічну стимуляцію, є фізіологічним механізмом ініціації травлення при спостеріганні виду та відчутті запаху їжі або при надходженні останньої в шлунок. Секреція гастрину також підвищується при гіперкальціємії.
Пригнічується секреція гастрину високим рівнем хлоридної кислоти в шлунку (що є одним  із негативних зворотних зв'язків, які регулюють секрецію гастрину), простагландином Е. Сильно пригнічує секрецію гастрину соматостатин, який одночасно пригнічує секрецію інших панкреатичних і кишкових пептидів — холецистокініну, секретину, ВІП та інших молекул. Підвищення гастрином секреції соматостатину, який пригнічує секрецію гастрину, є ще одним прикладом негативного зворотного зв'язку.
Секреція гастрину також пригнічується холецистокініном і секретином. Фізіологічне значення цього механізму полягає в зменшенні секреції кислоти й пепсину після початку кишкової фази травлення та забезпеченні функціонального спокою порожнього шлунка, а також у зворотному зв'язку, що обмежує гіперсекрецію кислоти (оскільки рівні секретину й холецистокініну залежать від pH хімусу, який надходить у дванадцятипалу кишку).

## Патологічні стани
Підвищена секреція гастрину при гастриномі призводить до розвитку синдрома Золлінгера — Еллісона. Гастринома може розташовуватись у шлунку, стінці 12-палої кишки або в підшлунковій залозі.
Підвищені концентрації гастрину при синдромі Золлінгера — Еллісона викликають гіпертрофію слизової шлунка, посилення її складчастості, функціональну гіперплазію залоз шлунка, головних і парієтальних клітин. Гіперсекреція гастрину, приводячи до гіперсекреції хлоридної кислоти й пепсину, викликає у хворих з гастриномою розвиток гіперацидного гастриту та згодом виразкової хвороби шлунка або виразкової хвороби дванадцятипалої кишки, гастроезофагеального рефлюксу.
У меншій мірі секреція гастрину підвищується при інфекції шлунка Helicobacter pylori. Однак це підвищення може виявитись достатнім, щоб спровокувати розвиток гіперацидного гастриту або виразкової хвороби шлунка, дванадцятипалої кишки.
Секреція гастрину також підвищується при стресі (внаслідок посилення симпатичної стимуляції шлунка), при високому рівні глюкокортикоїдів або при прийомі екзогенних глюкокортикоїдів, інгібіторів біосинтезу простагландинів — нестероїдних протизапальних засобів . Це пояснює появу «стресових» і стероїдних виразок шлунка, гастритів і виразок шлунка при прийомі нестероїдних протизапальних препаратів.
Також секреція гастрину значно підвищується при пригніченні секреції хлоридної кислоти, наприклад, при прийомі інгібіторів протонного насоса або блокаторів H2-гістамінових рецепторів. Виникаюча при прийомі цих ліків виражена гіпергастринемія може викликати феномен "кислотного рикошету" при їх різкій відміні — секреція кислоти може перевищити рівень секреції до лікування.